# إريك ريميدي
إريك ريميدي (بالإسبانية: Eric Remedi)‏ (4 يونيو 1995 ببارانا، انتري ريوس في الأرجنتين - ) هو لاعب كرة قدم أرجنتيني في مركز الوسط. لعب مع أتلانتا يونايتد وبانفيلد.

## وصلات خارجية
- إريك ريميدي على موقع الدوري الأمريكي (الإنجليزية)
- إريك ريميدي على موقع إي إس بي إن إف سي (الإنجليزية)
- إريك ريميدي على موقع قاعدة بيانات كرة القدم.إي يو (الإنجليزية)
- إريك ريميدي على موقع Soccerbase.com (لاعب) (الإنجليزية)
- إريك ريميدي على موقع Soccerway.com (الإنجليزية)
- إريك ريميدي على موقع عالم كرة القدم.نت (الإنجليزية)